# Sergey Vardazaryan
Sergey Vardazaryan (15 gennaio 1994) è un taekwondoka armeno.

## Palmarès
- Europei

Montreux 2016: bronzo nei 68 kg.